# Veress Vilmos
Árkosi Veress Vilmos (Árkos, 1853. január 27. – Kolozsvár, 1920) bölcseleti doktor, kereskedelmi akadémiai tanár. Veress Pál matematikus édesapja.

## Élete
Középiskolai tanulmányait a kolozsvári unitárius főgimnáziumban elvégezvén, egy évig az unitárius teológiai akadémiának, négy évig a kolozsvári egyetem mennyiségtan-természettudományi karának volt rendes hallgatója. 1878-ban középiskolai tanári vizsgálatot tett a természettan-mennyiségtani szakcsoportból és azonnal meghívást kapott a kolozsvári kereskedelmi akadémiához tanársegédi állás elfoglalására a fizikai tanszéknél, mely állásban három évig működött és 1881-ben bölcseletdoktori szigorlatot tett. Mint tanársegéd 1880-81-ben a kereskedelmi és politikai számtannak óraadó tanára volt. 1881. januárban ugyancsak rendes tanárnak választatott a mennyiségtan, kereskedelmi és politikai számtan tanszékére; egyszersmind a kereskedelmi tanonciskolában a kereskedelmi számtant tanította. Korábban az iparos- és kereskedősegédek számára rendezett esti tanfolyamokon is tanított. 1895-től ügyelő tanári tisztet töltött be. Mint unitárius, egyházi tanácsos, tagja volt az egyházi képviselőtanácsnak, mint pénzügyi és nevelésügyi bizottsági tag. Alapító és választmányi tagja a Dávid Ferenc vallás-erkölcsi egyesületnek. A kereskedelmi iskolák Országos egyesületének és a Felső nép- és polgári iskolai tanítók Országos egyesületének választmányi, a kolozsvári Orvos-Természettudományi, A matematikai és fizikai társulatoknak rendes tagja volt. Neje malomvizi Malom Aranka volt, aki 17 évvel élte túl.
A kereskedelmi szakoktatást illető, továbbá tanügyi és közgazdasági cikkei a Kereskedelmi Szakoktatás, Egyetemes Közokt. Szemle, Felső nép- és polgári isk. Közlöny, Nemzeti Iskola, Család és Iskola, Magyar kereskedők Lapja és M. Pénzügy c. szakközlönyökben és a kolozsvári kereskedelmi Akadémia Értesítőjében; tanársegédi éveiben írt tudományos cikkei a kolozsvári Orvosi-Természettud. Értesítőben jelentek meg.

## Munkái
- Kereskedelmi számtan, kereskedelmi, polgári és iparos-iskolák számára és magánhasználatra. Kolozsvár, 1883.
- A kamatos kamat, járadék- és életbiztosításügy számítások elemei és alkalmazásuk a szükséges táblázatokkal. Kereskedelmi és középtanodák és polgári iskolák számára, valamint magánhasználatra is. Bpest, 1884. (A kolozsvári felsőbb keresk. iskola tankönyvkiadása I.).
- Ötszámjegyű logarithmusi tábla. A természetes számok Brigg-féle logarithmusai 1-től 1000-ig. Kereskedelmi és polgári iskolák számára. Kolozsvár, 1884. (2. kiadás. Uo. 1889. 3. k. 1891., 4. k. 1899., 5. k. 1902. Uo.).
- Kereskedelmi számtan, kereskedelmi iskolák II. és III. osztálya számára, valamint magánhasználatra is. Uo. 1886. (2. kiadás. Uo. 1892.).
- Számtan az alsófokú ipariskolák számára. Függelékül: Szabályok a mértan tanításához. Bpest, 1887. Három füzet.
- Általános számtan az alsófokú kereskedelmi iskolák I. osztálya számára. Uo. 1887. (2. kiadás. Uo. 1893.).
- Ipari számvetés az ipari tanoncziskolák számára. Három füzet az I-III. osztály számára. Bpest, 1887. (I. 2. kiadás 1894., 3. átdolg. k. 1897., 4. k. 1900. 5. k. 1906., 6. k. 1910. II. 2. k. 1895., 4. k. 1904., 5. k. 1910. Uo.).
- Kereskedelmi számtan, a középfokú kereskedelmi iskolák (akadémiák) I. osztálya számára. Melléklet: A budapesti és bécsi értéktőzsde hivatalos árfolyamjegyzési eredetiben. Kolozsvár, 1899. (2. kiadás. Bpest, 1892., 3. átdolgozott kiadás. Uo. 1897.).
- Ugyanaz a II. és III. osztály számára. Kolozsvár, 1888. (2. átdolg. kiadás. Bpest, 1895., 3. kiadás. Uo. 1898).
- Politikai számtan a középfokú kereskedelmi iskolák (akadémiák) II. és III. osztálya számára. Kolozsvár, 1890. (Ism. Nemzetgazdasági Szemle. 2. kiadás. Bpest, 1894., 3. k. Uo. 1896).
- Táblázatok a kamatos kamat- és járadékszámításhoz, iskolai és magánhasználatra. Kolozsvár, 1893. (2. jav. kiadás. Bpest, 1899.).
- Női kereskedelmi számtan a koronaértékhez alkalmazva... Bpest, 1896.
- Kereskedelmi számtan. A kereskedői tanoncz-(inas-) iskolák I., II. és III. osztálya számára, valamint magánhasználatra. Bpest, 1897-98. (3. kiadás, II., III. 4. kiadás. Uo. 1902.).
- Kereskedelmi számtan a kereskedelmi iskolák középső és felső osztálya számára. Bpest, 1897.